# 自嘲
| ウィキペディアには「自嘲」という見出しの百科事典記事はありません（タイトルに「自嘲」を含むページの一覧/「自嘲」で始まるページの一覧）。 代わりにウィクショナリーのページ「自嘲」が役に立つかもしれません。 |